# F. Rey Harwall
Folke Reynhold (Rey) Harwall, född 28 mars 1918 i Åmål, död 30 juni 2007 i Lidingö, var en svensk ingenjör och företagsledare. 
Harwall avlade ingenjörsexamen vid Göteborgs tekniska institut och var därefter anställd som ritare vid Trafikförvaltningen Göteborg–Dalarne–Gävle maskinavdelning i Åmål, vid AB Svenska Järnvägsverkstäderna i Linköping samt därefter som verkstadsingenjör vid Västergötland-Göteborgs Järnvägar i Göteborg 1946–1947. Han blev driftsingenjör vid Trafik AB Stockholm-Södra Lidingön 1948, Lidingö Trafik AB och Lidingö Omnibus AB 1948, verkställande direktör där 1962 samt vice verkställande direktör och trafikchef där efter att Helge Berglund 1967 övertagit posten som verkställande direktör. Harwall författade Trafikaktiebolaget Stockholm Södra Lidingön. En återblick på femtio års verksamhet 1914–1964 (1964). Han är begravd på Lidingö kyrkogård.